# Simonsson
Simonsson ist ein patronymisch gebildeter schwedischer Familienname mit der Bedeutung „Sohn des Simon“.

## Namensträger
- Agne Simonsson (1935–2020), schwedischer Fußballspieler
- Birger Simonsson (1883–1938), schwedischer Maler
- Fred Simonsson (* 1994), schwedischer Tennisspieler
- Hans Simonsson (* 1962), schwedischer Tennisspieler und Doppelspezialist
- Karl Simonsson (1919–1992), schwedischer Fußballspieler
- Karl Konrad Simonsson (1843–1911), schwedischer Maler
- Maria Simonsson (* 1980), schwedische Schauspielerin
- Nils Simonsson (1920–1994), schwedischer Indologe
- Philipp Simonsson († 1217), norwegischer König der Baglerpartei
- Rebecca Simonsson (* 1985), schwedische Sängerin und Designerin
- Tord Simonsson (* 1926), schwedischer lutherischer Bischof